# Affaire Ebbe Carlsson
L'affaire Ebbe Carlsson est un scandale politico-judiciaire suédois qui éclate le 1er juin 1988. Le quotidien Expressen révèle que l'éditeur Ebbe Carlsson mène, avec le soutien de la ministre de la Justice Anna-Greta Leijon, une enquête sur l'implication de l'organisation kurde PKK dans l'assassinat d'Olof Palme. Ebbe Carlsson est de plus en possession d'informations confidentielles, et de matériel d'écoute illégal.
L'affaire conduit entre autres à la démission d'Anna-Greta Leijon au début du mois de juin 1988, et à la condamnation d'Ebbe Carlsson à une amende pour contrebande en mars 1992. La commission constitutionnelle du parlement suédois, chargée d'enquêter sur l'affaire, effectue à partir d'août 1988 une série d'auditions retransmises en direct à la télévision. Les échanges très vifs entre l'ancien ministre Carl Lidbom et le vice-président de la commission Anders Björck créent la sensation dans les médias.

## Contexte
Le 28 février 1986, le Premier ministre suédois Olof Palme est assassiné dans une rue de Stockholm. Pendant les mois qui suivent, les enquêteurs multiplient les pistes, sans obtenir de résultat tangible, jusqu'à l'arrestation en décembre 1988 de Christer Pettersson, un marginal, qui sera finalement acquitté en appel en novembre 1989.
En octobre 1987, Stig Bergling, un espion suédois à la solde de l'URSS, emprisonné depuis 1979, profite d'une permission de sortie pour fuir la Suède. Après avoir vécu en Russie, en Hongrie et au Liban, il ne retournera en Suède, de son propre chef, qu'en 1994.
Après la fuite de Stig Bergling, l'ambassadeur de Suède à Paris Carl Lidbom est appelé à Stockholm pour des entretiens avec le Premier ministre Ingvar Carlsson. Carlsson souhaite voir Lidbom effectuer une revue des procédures de la Säpo, le service de la sûreté d'État, de façon d'une part à déterminer si des erreurs ont facilité la fuite de Stig Bergling, et d'autre part à mettre au jour d'éventuelles failles dans l'enquête sur l'assassinat d'Olof Palme. Carlsson demande à Lidbom de prendre la tête d'une commission d'enquête parlementaire, et lui donne les pleins pouvoirs pour aborder toute question de son choix auprès de la Säpo. La commission est mise en place le 5 novembre par le gouvernement.

## Ebbe Carlsson mène l'enquête
Carl Lidbom et Ebbe Carlsson se connaissent depuis leur passage au ministère de la Justice au début des années 1970, où ils étaient respectivement ministre sans portefeuille et secrétaire à l'information. Carlsson a des compétences et des contacts au sein de la Säpo, et ses théories sur l'assassinat d'Olof Palme ont été jugées particulièrement intéressantes par le directeur de la Police nationale Nils Erik Åhmansson. Une collaboration entre Carlsson et deux agents de la Säpo, Jan-Henrik Barrling et Walter Kegö, a ainsi été mise en place. Åhmansson a aussi fourni une protection policière à Carlsson, sous la forme d'un garde du corps.
Les affirmations d'Ebbe Carlsson couvrent les deux points suivants :
- Le chef opérationnel de la Säpo, Per-Göran Näss, savait que le PKK projetait un assassinat à Stockholm en février 1986. La Säpo aurait donc pu prévenir l'assassinat d'Olof Palme en procédant à des écoutes téléphoniques de ressortissants kurdes, et en passant au peigne fin l'appartement de Palme situé dans la vieille ville de Stockholm, afin d'y mettre au jour d'éventuels dispositifs de surveillance.
- Des représentants du gouvernement iranien auraient commandité l'assassinat auprès du PKK à Damas en août 1985. Palme était en effet intervenu pour empêcher l'exportation d'un missile suédois, le robot 70, vers l'Iran. Le PKK avait quant à lui été qualifié d'organisation terroriste par le gouvernement suédois, et ses membres avaient été assignés à résidence en Suède.

Le 17 mars, Lidbom contacte la ministre de la Justice Anna-Greta Leijon pour lui exposer les théories de Carlsson. Une semaine plus tard, le 24 mars, Carlsson rencontre à son tour Leijon lors d'un court entretien, et peut lui présenter ses théories en tête à tête. Ils se revoient une nouvelle fois le 27 mars, Carlsson ayant cette fois l'occasion de développer plus en avant ses affirmations. Un ancien membre du PKK, domicilié en Allemagne de l'Ouest, est présenté par Carlsson comme pouvant donner des informations particulièrement intéressantes sur la rencontre de Damas.
Le 28 mars, Leijon fait part des théories de Carlsson au Premier ministre, qui reçoit Lidbom le 8 avril, et demande que les informations de Carlsson soient vérifiées. Au cas où elles se révèleraient exactes, les chefs des groupes parlementaires à l'assemblée devraient être informés. Mais la vérification des informations par la police prend beaucoup de temps. Le 4 mai, Leijon s'entretient avec le directeur de la Police nationale Nils Erik Åhmansson, qui s'engage à ce que le résultat de l'enquête soit présenté au Premier ministre le 20 ou le 25 mai. Mais les vérifications se prolongent, et le 26 mai, le Premier ministre et la ministre de la Justice décident que le résultat doit être prêt avant le 7 juin, afin que les chefs des groupes parlementaires en soient informés.
Le 2 mai, Ebbe Carlsson annonce à Leijon qu'il va se rendre au Royaume-Uni pour essayer d'y rencontrer des personnes susceptibles d'apporter des informations sur la rencontre de Damas en 1985. Il demande à la ministre de la Justice de lui fournir une lettre de recommandation, qu'il obtient le 4 mai. Une copie de cette lettre est placée par Leijon dans un coffre de son ministère, sans qu'elle ne soit enregistrée.
Le 9 mai, Ebbe Carlsson présente ses théories au procureur Jörgen Almblad. Almblad se plaint alors de ne pas avoir été informé du rôle tenu par Carlsson dans l'enquête sur l'assassinat. Le parquet s'inquiète aussi d'éventuelles violations des règles sur la sûreté de l'État, et se demande si la communication d'informations confidentielles à Carlsson ne constitue pas un délit.

## Le scandale éclate
Le 30 mai, Per Wendel, journaliste au quotidien Expressen, s'entretient par téléphone avec Anna-Greta Leijon, et l'interroge sur le rôle d'Ebbe Carlsson dans l'enquête sur l'assassinat. Wendel rappelle la ministre le lendemain, le 1er juin, et lui demande si elle a fourni à Carlsson une lettre de recommandation avant son voyage en France quelques mois auparavant, ce que Leijon dément. Interrogée sur le fait d'avoir jamais fourni une lettre de recommandation à Carlsson, Leijon reste évasive. Après cet entretien téléphonique, la copie de la lettre de recommandation conservée au ministère est rapidement enregistrée et classifiée.
Le 1er juin 1988, le quotidien Expressen expose dans ses pages le rôle joué par Ebbe Carlsson dans l'enquête sur l'assassinat d'Olof Palme, et le même jour, les douaniers de Helsingborg interpellent le garde du corps d'Ebbe Carlsson, alors qu'il tente de faire entrer du matériel d'écoute illégal en Suède. Le scandale politico-judiciaire éclate. Une semaine plus tard, la ministre de la Justice Anna-Greta Leijon, faisant face à un vote de défiance au parlement, est contrainte à la démission.
Pendant les mois qui suivent, et la campagne pour les élections législatives de 1988, l'affaire continue à s'amplifier. Le 9 juin, la journaliste Cecilia Hagen insinue que s'y cache une conjuration homosexuelle. Le 1er juillet, le chancelier de Justice Hans Stark présente son rapport, tandis que le gouvernement publie un mémorandum. L'opposition de droite insiste pour que la commission constitutionnelle du parlement soit convoquée immédiatement, plutôt que d'attendre encore plusieurs mois. À partir d'août 1988, la commission constitutionnelle procède donc à des auditions retransmises en direct à la télévision. Sont entendus entre autres le Premier ministre Ingvar Carlsson, l'ex-ministre de la Justice Anna-Greta Leijon, Ebbe Carlsson lui-même, le directeur de la Police nationale Nils Erik Åhmansson, ainsi que son prédécesseur Holger Romander. L'audition en mars 1989 de Carl Lidbom crée la sensation, lorsque le vice-président de la commission Anders Björck, irrité d'entendre l'ambassadeur qualifier les questions qui lui sont posées de sottises, lui conseille d'apprendre les bonnes manières. 
En septembre 1988, le procureur général du royaume décide de l'ouverture d'une instruction judiciaire. À la suite des reproches que lui adresse le chancelier de Justice pour son rôle dans l'affaire, le directeur de la Police nationale Nils Erik Åhmansson démissionne un mois plus tard. En avril 1989, c'est au tour du directeur de la Säpo, Sune Sandström, de quitter son poste. Le procès d'Ebbe Carlsson commence en 1991, c’est-à-dire après l'arrestation, la condamnation et l'acquittement en appel de Christer Pettersson pour l'assassinat d'Olof Palme. Ebbe Carlsson est finalement condamné en mars 1992 par la cour d'appel de Svea à une amende pour contrebande.
Dans son livre consacré à l'affaire Ebbe Carlsson, le journaliste et écrivain Anders Isaksson affirme que le Premier ministre Ingvar Carlsson en savait sans doute plus sur les événements qu'il ne l'a affirmé par la suite. Quant à la piste du PKK, qui dans les mois qui ont suivi l'assassinat d'Olof Palme était la piste privilégiée du préfet de police Hans Holmér, elle est depuis longtemps confinée aux milliers de classeurs qui composent le dossier d'enquête.